# Goldberggruppe
Goldberggruppe är en bergskedja i Österrike. Den ligger i den centrala delen av landet, 280 km sydväst om huvudstaden Wien.
Trakten runt Goldberggruppe består i huvudsak av gräsmarker. Runt Goldberggruppe är det ganska glesbefolkat, med 29 invånare per kvadratkilometer.